# Matevž Frangež
Matevž Frangež, slovenski politik in podjetnik, * 30. marec 1978, Maribor.
Frangež je bivši poslanec 6. državnega zbora Republike Slovenije.
V 15. slovenski vladi opravlja funkcijo državnega sekretarja na Ministrstvu za gospodarstvo, turizem in šport. Je predsednik konference SD.

## Življenjepis

### Državni zbor
V času 5. državnega zbora Republike Slovenije, član Socialnih demokratov, je bil član naslednjih delovnih teles:
- Odbor za zadeve Evropske unije (podpredsednik)
- Odbor za gospodarstvo (član)
- Odbor za visoko šolstvo, znanost in tehnološki razvoj (član)

Na državnozborskih volitvah leta 2011 je kandidiral na listi Socialnih demokratov. 
12. februarja 2024 je bil zaradi odstopa Klemna Žiberta, ki je odstopil zaradi afere sodna stavba, potrjen za vršilca dolžnosti glavnega tajnika stranke SD.
Na evropskih volitvah 2024 je kandidiral na petem mestu liste Socialnih demokratov. Za evroposlanca ni bil izvoljen, dobil pa je 1.440 preferenčnih glasov volivcev.